# Hans Hermann Junge
Hans Hermann Junge (Preetz, Holstein, Alemania; 11 de febrero de 1914 – Dreux, Normandía; 13 de agosto de 1944) fue un militar alemán perteneciente a las Waffen-SS, con el grado de Obersturmführer (teniente primero), adscrito en el Begleitkommando SS des Führers de la cancillería, como Ayudante de Campo de Adolf Hitler en la Segunda Guerra Mundial. 

## Biografía
Hans Hermann Junge nació en una localidad del distrito de Plön en la actual Baja Sajonia. 
En 1933, se unió a las SS y en 1934 fue admitido en las selectas filas del LSSAH Leibstandarte Adolf Hitler de las Waffen-SS y en 1936 fue asignado a la Guardia personal del Führer en la cancillería ejerciendo como Ayudante de Campo del Hitler alcanzando el grado de Obersturmführer SS.
El 19 de junio de 1943, contrae matrimonio con una de las secretarias personales de Hitler, Gerdtraudl Haumps y en julio de ese año cuando su esposa es asignada como parte del personal permanente del führerbunker. Más tarde Junge es nombrado oficial de observación del diezmado grupo 12.ª SS División Panzer Hitlerjugend en Normandía.
El 13 de agosto de 1944, su avión de observación es abatido en la localidad de Dreux en Normandía, falleciendo. Hitler personalmente comunicó el deceso a Traudl Junge.